# WTA-toernooi van Kansas
Het WTA-toernooi van Kansas is een voormalig tennistoernooi voor vrouwen dat van 1978 tot en met 1983 plaatsvond in de Amerikaanse stad Kansas City en van 1986 tot en met 1990 in de stad Wichita, beide in de staat Kansas. De officiële naam van het toernooi was overwegend Virginia Slims of Kansas.
De WTA organiseerde het toernooi, dat laatstelijk in de categorie "Tier IV" viel en werd gespeeld op overdekte banen.
Er werd door 32 deelneemsters per jaar gestreden om de titel in het enkelspel, en door 16 paren om de dubbelspeltitel. Aan het kwalificatietoernooi voor het enkelspel namen 32 speelsters deel, met vier plaatsen in het hoofdtoernooi te vergeven.

## Officiële namen
| 1978      | Virginia Slims of Kansas     |
| 1980–1982 | Avon Championships of Kansas |
| 1983      | Virginia Slims of Kansas     |
| 1986–1989 | Virginia Slims of Kansas     |
| 1990      | Breyers Tennis Classic       |

## Meervoudig winnaressen enkelspel
| speelster             | aantal titels | in de jaren      |
| --------------------- | ------------- | ---------------- |
| / Martina Navrátilová | 3             | 1978, 1980, 1982 |

## Enkel- en dubbelspeltitel in één jaar
| speelster           | in het jaar |
| ------------------- | ----------- |
| Martina Navrátilová | 1978, 1980  |
| Elizabeth Sayers    | 1983        |

## Finales

### Enkelspel
| Datum      | Naam                   | Cat.          | ($)           | Ondergrond        | Winnares            | Verliezend finaliste | Uitslag       |
| ---------- | ---------------------- | ------------- | ------------- | ----------------- | ------------------- | -------------------- | ------------- |
| 1978-02-27 | VS of Kansas           |               | 100.000       | hardcourt, binnen | Martina Navrátilová | Billie Jean King     | 7-5, 2-6, 6-3 |
| 1979       | geen toernooi          | geen toernooi | geen toernooi | geen toernooi     | geen toernooi       | geen toernooi        | geen toernooi |
| 1980-01-14 | Avon Champ's of Kansas |               | 125.000       | tapijt, binnen    | Martina Navrátilová | Greer Stevens        | 6-0, 6-2      |
| 1981-01-12 | Avon Champ's of Kansas |               | 150.000       | tapijt, binnen    | Andrea Jaeger       | Martina Navrátilová  | 3-6, 6-3, 7-5 |
| 1982-02-08 | Avon Champ's of Kansas |               | 100.000       | tapijt, binnen    | Martina Navrátilová | Barbara Potter       | 6-2, 6-2      |
| 1983-09-19 | Ginny of Kansas City   |               | 50.000        | hardcourt, buiten | Elizabeth Sayers    | Anne Minter          | 6-3, 6-1      |
| 1984–1985  | geen toernooi          | geen toernooi | geen toernooi | geen toernooi     | geen toernooi       | geen toernooi        | geen toernooi |
| 1986-01-20 | VS of Kansas           |               | 75.000        | tapijt, binnen    | Wendy White         | Betsy Nagelsen       | 6-1, 6-7, 6-2 |
| 1987-02-02 | VS of Kansas           |               | 75.000        | tapijt, binnen    | Barbara Potter      | Larisa Savtsjenko    | 7-6, 7-6      |
| 1988-02-29 | VS of Kansas           | Tier V        | 100.000       | hardcourt, binnen | Manuela Maleeva     | Sylvia Hanika        | 7-6, 7-5      |
| 1989-02-20 | VS of Kansas           | Tier V        | 100.000       | hardcourt, binnen | Amy Frazier         | Barbara Potter       | 4-6, 6-4, 6-0 |
| 1990-02-05 | Breyers Tennis Classic | Tier IV       | 150.000       | hardcourt, binnen | Dianne Van Rensburg | Nathalie Tauziat     | 2-6, 7-5, 6-2 |

### Dubbelspel
| Datum      | Naam                   | Cat.          | ($)           | Ondergrond        | Winnaressen                            | Verliezend finalistes        | Uitslag       |
| ---------- | ---------------------- | ------------- | ------------- | ----------------- | -------------------------------------- | ---------------------------- | ------------- |
| 1978-02-27 | VS of Kansas           |               | 100.000       | hardcourt, binnen | Billie Jean King Martina Navrátilová   | Kerry Reid Wendy Turnbull    | 6-4, 6-4      |
| 1979       | geen toernooi          | geen toernooi | geen toernooi | geen toernooi     | geen toernooi                          | geen toernooi                | geen toernooi |
| 1980-01-14 | Avon Champ's of Kansas |               | 125.000       | tapijt, binnen    | Billie Jean King Martina Navrátilová   | Laura duPont Pam Shriver     | 6-3, 6-1      |
| 1981-01-12 | Avon Champ's of Kansas |               | 150.000       | tapijt, binnen    | Barbara Potter Sharon Walsh            | Rosie Casals Wendy Turnbull  | 6-2, 7-6      |
| 1982-02-08 | Avon Champ's of Kansas |               | 100.000       | tapijt, binnen    | Barbara Potter Sharon Walsh            | Mary-Lou Piatek Anne Smith   | 4-6, 6-2, 6-2 |
| 1983-09-19 | Ginny of Kansas City   |               | 50.000        | hardcourt, buiten | Sandy Collins Elizabeth Sayers         | Chris O'Neil Brenda Remilton | 7-5, 7-6      |
| 1984–1985  | geen toernooi          | geen toernooi | geen toernooi | geen toernooi     | geen toernooi                          | geen toernooi                | geen toernooi |
| 1986-01-20 | VS of Kansas           |               | 75.000        | tapijt, binnen    | Kathy Jordan Candy Reynolds            | JoAnne Russell Anne Smith    | 6-3, 6-7, 6-3 |
| 1987-02-02 | VS of Kansas           |               | 75.000        | tapijt, binnen    | Svetlana Parchomenko Larisa Savtsjenko | Barbara Potter Wendy White   | 6-2, 6-4      |
| 1988-02-29 | VS of Kansas           | Tier V        | 100.000       | hardcourt, binnen | Natalja Bykova Svetlana Parchomenko    | Jana Novotná Catherine Suire | 6-3, 6-4      |
| 1989-02-20 | VS of Kansas           | Tier V        | 100.000       | hardcourt, binnen | Manon Bollegraf Lise Gregory           | Sandy Collins Leila Meschi   | 6-2, 7-6      |
| 1990-02-05 | Breyers Tennis Classic | Tier IV       | 150.000       | hardcourt, binnen | Manon Bollegraf Meredith McGrath       | Mary-Lou Daniels Wendy White | 6-0, 6-2      |